# 15421 Adammalin
A 15421 Adammalin (ideiglenes jelöléssel 1998 HM81) a Naprendszer kisbolygóövében található aszteroida. A LINEAR projekt keretében fedezték fel 1998. április 21-én.